# 프란시스코 레이게라
프란시스코 레이게라(스페인어: Francisco Reiguera, 1899년 11월 9일 ~ 1969년 3월 15일)는 스페인의 배우이다.
마드리드에서 태어났으며 멕시코시티에서 사망하였다.

## 영화
- 돈키호테 (1992년)
- 시몬 오브 더 데저트 (1965년)
- 비바 마리아! (1965년)
- 던디 소령 (1965년)
- 바론 오브 테러 (1962년)
- 페페 (1960년)
- 애련의 장미 (1956년)
- 폭풍의 언덕 (1954년)
- 멕시코에서 버스 타기 (1952년)